# Adorazione del Bambino (Angelico)
L'Adorazione del Bambino o Natività è uno degli affreschi di Beato Angelico che decorano il convento di San Marco a Firenze. Misura 193x164,50 cm e si tratta di un'opera dipinta con aiuti, in particolare il cosiddetto maestro della cella 2, risalente al 1440-1441 circa.

## Storia
L'Angelico si dedicò alla decorazione di San Marco su incarico di Cosimo de' Medici, tra il 1438 e il 1445, anno della sua partenza per Roma, per poi tornarvi negli anni 1450, quando completò alcuni affreschi e si dedicò alla statura di codici miniati per il convento stesso.
Molto si è scritto circa l'autografia dell'Angelico per un complesso di decorazioni di così ampia portata, realizzato in tempi relativamente brevi. Gli affreschi del piano terra vengono concordemente attribuiti all'Angelico, mentre più incerta e discussa è l'attribuzione dei quarantatré affreschi delle celle e dei tre dei corridoio del primo piano. Se i contemporanei come Giuliano Lapaccini attribuiscono tutti gli affreschi all'Angelico, oggi, per un mero calcolo pratico del tempo necessario a un individuo per portare a termine un'opera del genere e per studi stilistici che evidenziano tre o quattro mani diverse, si tende a attribuire all'Angelico l'intera sovrintendenza della decorazione ma l'autografia di solo un ristretto numero di affreschi, mentre i restanti si pensa che vennero dipinti su suo cartone o nel suo stile da allievi, tra cui Benozzo Gozzoli.
L'Adorazione del Bambino si trova nella cella 5 del corridoio Est, lato esterno, nella fila di celle da cui si ritiene che sia iniziata la decorazione, e fa parte di quelle opere dipinte non direttamente dall'Angelico ma sotto la sua stretta sorveglianza e con piccoli interventi diretti.

## Descrizione e stile
La Natività è composta a semicerchio con il Bambino al centro e le figure disposte attorno a lui in atto di adorazione. Vi sono rappresentati, da sinistra, santa Caterina d'Alessandria, la Vergine, san Giuseppe e san Pietro Martire. Lo sfondo della capanna, col bue e l'asinello, crea un fondale piatto che evita qualunque distrazione che allontani la mente dai confini della scena. Lo scopo dell'opera era dopotutto quello di ispirare la meditazione dei frati, piuttosto che essere una mera decorazione della cella. Il bue e l'asinello sono elementi mutuati dal vangelo apocrifo dello Pseudo Matteo, a sua volta derivati da un errore interpretativo dei libri di Isaia e Abacuc, forse commesso per la prima volta da san Girolamo, anche se all'epoca dell'Angelico erano da molto tempo entrati a far parte dell'iconografia tradizione della scena.
La presenza dei due santi è da leggere in chiave mistica, in contraddizione con la semplice descrizione narrativa dell'evento. San Pietro Martire in particolare era un santo dell'Ordine Domenicano e la sua figura doveva fare da esempio e ispirazione per la preghiera dei monaci, attualizzando la scena nel quadro dei principi dell'Ordine.
In alto una serie di quattro angeli, di fattura non eccelsa, chiude la rappresentazione.